# Heterostygninae
Heterostygninae – podrodzina kosarzy z podrzędu Laniatores i rodziny Stygnidae. Nazwa podrodziny pochodzi od opisanego w 1913 roku przez Roewera, monotypowego rodzaju Heterostygnus, który został w 1997 roku zsynonimizowany z rodzajem Stygnidius przez Pinto-da-Rochę. Większość obecnie znanych gatunków należy do rodzaju Stygnoplus.

## Występowanie
Zamieszkują Amerykę Południową od Peru po Wenezuelę i Brazylię.

## Systematyka
Rodzina liczy ponad 25 gatunków należących do rodzajów:
- Eutimesius Roewer, 1913
- Innoxius Pinto-da-Rocha, 1997
- Minax Pinto-da-Rocha, 1997
- Ricstygnus Kury, 2009[2]
- Stenostygnellus Roewer, 1913
- Stygnidius Simon, 1879
- Stygnoplus Simon, 1879
- Timesius Simon, 1879
- Yapacana Pinto-da-Rocha, 1997